# Vandrock
Vandrock är en ö i Finland. Den ligger i Skärgårdshavet i kommundelen Nagu i Pargas stad i den ekonomiska regionen  Åboland i landskapet Egentliga Finland, i den sydvästra delen av landet. Ön ligger 10 kilometer väster om Nagu kyrka, 40 kilometer sydväst om Åbo och omkring 180 kilometer väster om Helsingfors. Närmaste allmänna förbindelse är förbindelsebryggan vid Innamo som trafikeras av M/S Falkö.
Öns area är 82,9 hektar och dess största längd är 1,5 kilometer i öst-västlig riktning. Ön höjer sig omkring 35 meter över havsytan. I omgivningarna runt Vandrock växer i huvudsak barrskog.

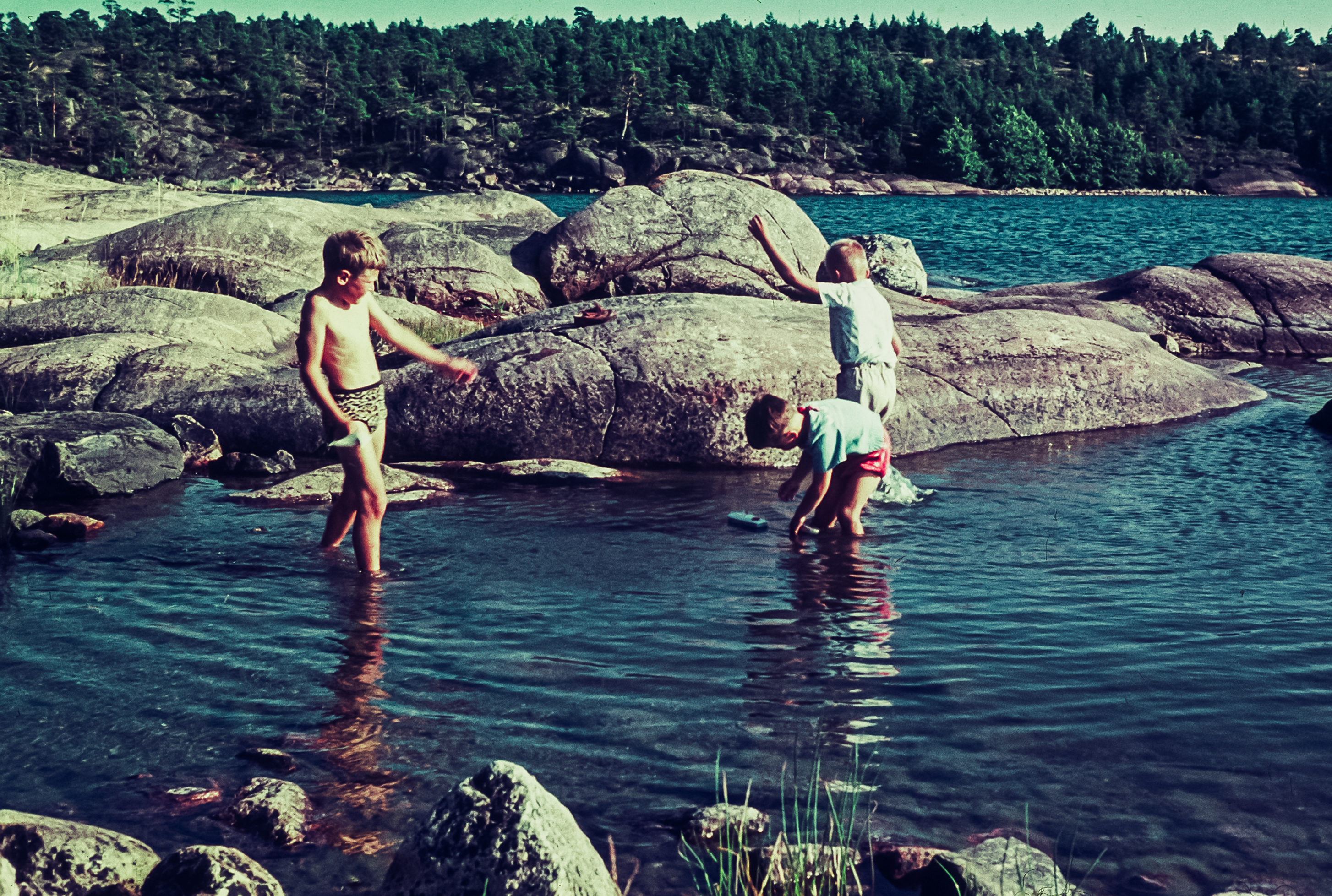
Sommarskoj i Vandrock augusti 1957.